# Hoyt Lakes
Hoyt Lakes és una població dels Estats Units a l'estat de Minnesota. Segons el cens del 2000 tenia 2.082 habitants.

## Demografia
Segons el cens del 2000, Hoyt Lakes tenia 2.082 habitants, 916 habitatges, i 649 famílies. La densitat de població era de 14,3 habitants per km².
Dels 916 habitatges en un 24,1% hi vivien nens de menys de 18 anys, en un 61,6% hi vivien parelles casades, en un 7,3% dones solteres, i en un 29,1% no eren unitats familiars. En el 26,3% dels habitatges hi vivien persones soles el 13,3% de les quals corresponia a persones de 65 anys o més que vivien soles. El nombre mitjà de persones vivint en cada habitatge era de 2,27 i el nombre mitjà de persones que vivien en cada família era de 2,71.
Per edats la població es repartia de la següent manera: un 19,8% tenia menys de 18 anys, un 6,6% entre 18 i 24, un 22,6% entre 25 i 44, un 29,6% de 45 a 60 i un 21,3% 65 anys o més.
L'edat mediana era de 46 anys. Per cada 100 dones de 18 o més anys hi havia 96,4 homes.
La renda mediana per habitatge era de 39.493 $ i la renda mediana per família de 45.603 $. Els homes tenien una renda mediana de 42.000 $ mentre que les dones 24.052 $. La renda per capita de la població era de 18.882 $. Entorn del 6,6% de les famílies i el 8,9% de la població estaven per davall del llindar de pobresa.

## Poblacions més properes
El següent diagrama mostra les poblacions més properes.